# Тундра нагір'їв Дейвісової протоки
Тундра нагір'їв Дейвісової протоки (ідентифікатор WWF: NA1106) — неарктичний екорегіон тундри, розташований на північному сході Канади.

## Географія
Екорегіон тундри нагір'їв Дейвісової протоки охоплює гори Баффіна, розташовані на північно-східному узбережжі Баффінової землі та острова Байлот в Нунавуті. На заході екорегіон переходить у заполярну тундру Канади, а на сході, у вузькій прибережній смузі моря Баффіна, — в прибережну тундру Баффінової Землі.
Вкриті льодовиками гори Баффіна є південно-східною частиною Арктичних Кордильєр, які простягаються вздовж північно-східної частини Канадського Арктичного архіпелагу. Західні схили цих гір є пологими, а стрімкі східні схили порізані багатьма глибокими фіордами. Середня висота екорегіону становить 727 м над рівнем моря, а його найвищою вершиною є гора Одін висотою 2147 м.

## Клімат
В горах екорегіону переважає тундровий клімат (ET за класифікацією кліматів Кеппена), який характеризується дуже коротким, холодним літом та довгою зимою. Середньорічна кількість опадів коливається від 200 до 400 мм, а на півострові Камберленд, — до 600 мм, що набагато більше, ніж в сусідньому екорегіоні заполярної тундри Канади, де вона становить лише 100 мм. Середньорічна температура становить приблизно -11,5 °C. Середня температура влітку становить 1 °C, а середня температура взимку — -23°C. В екорегіоні поширена багаторічна мерзлота.

## Флора і фауна
Половина території екорегіону представлена голими скелями, позбавленими рослинного покриву, та льодовиками. На решті території поширена тундра, в якій домінують мохи та лишайники. В тундрі зустрічаються деякі морозостійкі судинні рослини, зокрема осоки (Carex spp.) та пухівки (Eriophorum spp.).
Серед поширених в екорегіоні ссавців слід відзначити арктичного зайця (Lepus arcticus), песця (Vulpes lagopus), вовка (Canis lupus manningi) та карибу (Rangifer tarandus). В прибережних районах зустрічаються білі ведмеді (Ursus maritimus) та звичайні моржі (Odobenus rosmarus).
Серед поширених в екорегіоні птахів слід відзначити кречета (Falco rusticolus), сапсана (Falco peregrinus), зимняка (Buteo lagopus), білу сову (Bubo scandiacus), горбатодзьобу пухівку (Somateria spectabilis), тундрову куріпку (Lagopus muta), кочівного буревісника (Fulmarus glacialis), великого пісочника (Charadrius hiaticula), морську сивку (Pluvialis squatarola), білу чечітку (Acanthis hornemanni) та снігову пуночку (Plectrophenax nivali). На острові Байлот розташована одна з найбільших у світі гніздових колоній білих гусок (Anser caerulescens). Також на прибережних скелях екорегіону зустрічаються колонії товстодзьобих кайр (Uria lomvia) та трипалих мартинів (Rissa tridactyla).

## Збереження
Оцінка 2017 року показала, що 27 998 км², або 32 % екорегіону, є заповідними територіями. Природоохоронні території включають: Національний парк Ауюйтук, Національний парк Сірмілік, Заповідник перелітних птахів острова Байлот , Національний природний заповідник Нінгінганік та Національний природний заповідник Какуллуїт.